# Marco Baldi
Marco Baldi (Aosta, 7 novembre 1966) è un ex cestista e dirigente sportivo italiano.

## Carriera
Esordì con la Billy Milano nel 1982, in quel momento una delle squadre più forti d'Europa e contribuì, per il club meneghino alla vittoria di importanti trofei. A Milano rimase per sette anni, fino al 1989, dopodiché iniziò a girovagare per l'Italia, la Germania ed il Regno Unito, cambiando continuamente casacca.
Ritorna a Milano nel 1995 dove fa in tempo a vincere un altro campionato ed un'altra Coppa Italia. Termina la sua carriera cestistica, sempre con l'Olimpia nel 2001. Proprio dell'Olimpia è stato team manager dal 2002 fino al 2007.

## Palmarès
- Campionato italiano: 3

Olimpia Milano: 1984-85, 1988-89, 1995-96
- Coppa Korać: 2

Olimpia Milano: 1984-85, 1992-93
- Coppa Italia: 1

Olimpia Milano: 1996